# Wade Bishop
Wade H. Bishop (28 marzo 1980) è un ex sciatore alpino statunitense.

## Biografia
Originario di Winter Park e attivo in gare FIS dal novembre del 1995, in Nor-Am Cup Bishop esordì il 20 marzo 1998 a Jackson Hole in discesa libera (56º), ottenne il primo podio il 28 febbraio 2001 a Whistler ancora in discesa libera (3º) e la prima vittoria il giorno successivo, nelle medesime località e specialità. In Coppa del Mondo esordì il 29 novembre 2003 a Lake Louise in discesa libera (54º) e ottenne il miglior piazzamento il 5 dicembre successivo a Vail/Beaver Creek in supergigante (37º). Conquistò l'ultima vittoria in Nor-Am Cup il 15 dicembre dello stesso anno a Lake Louise in discesa libera; il giorno dopo ottenne nella stessa località in supergigante l'ultimo podio nel circuito continentale nordamericano (3º). Prese per l'ultima volta il via in Coppa del Mondo il 24 gennaio 2005 a Kitzbühel nella medesima specialità, senza completare la prova, e si ritirò al termine di quella stessa stagione 2004-2005; la sua ultima gara fu un supergigante FIS disputato il 12 aprile a Mammoth Mountain, chiuso da Bishop al 20º posto. In carriera non prese parte a rassegne olimpiche o iridate.

## Palmarès

### Nor-Am Cup
- Miglior piazzamento in classifica generale: 3º nel 2004
- Vincitore della classifica di discesa libera nel 2003
- 10 podi:
  - 4 vittorie
  - 2 secondi posti
  - 4 terzi posti

#### Nor-Am Cup - vittorie
| Data             | Località    | Paese  | Specialità |
| ---------------- | ----------- | ------ | ---------- |
| 1º marzo 2001    | Whistler    | Canada | DH         |
| 14 dicembre 2002 | Lake Louise | Canada | DH         |
| 9 febbraio 2003  | Le Massif   | Canada | DH         |
| 15 dicembre 2003 | Lake Louise | Canada | DH         |

Legenda:

DH = discesa libera